# Horror Rock
Der Horror Rock (von englisch horror ‚Schrecken, Grausen, Entsetzen‘) ist ein Klippenfelsen im Archipel Südgeorgiens. Er liegt 5,5 km westlich des South West Point von Annenkov Island.
Das UK Antarctic Place-Names Committee benannte ihn 1961 nach den Begleitumständen, unter denen er am 21. Februar 1961 von der Besatzung des Forschungsschiffs HMS Owen entdeckt wurde, die mit knapper Not bei schwerer See und schlechter Sicht eine Kollision vermeiden konnte.